# Động cơ hai kỳ
Động cơ hai thì, hoặc động cơ hai kỳ, là một động cơ đốt trong thường được chế tạo theo kiểu động cơ có pít tông đẩy. Ngược với động cơ bốn kì, động cơ hai thì cần hai thì để tạo ra đủ năng lực hoàn thành một vòng quay của trục khuỷu. Một thì là chuyển động của pít tông từ một trạng thái tĩnh theo một hướng về trại thái tĩnh mới (chuyển động từ một điểm chết này về đến điểm chết kia). Trục khuỷu hoàn thành nửa vòng quay trong một thì. Loại động cơ diesel của động cơ hai thì vẫn còn được sử dụng trong tàu thủy, tàu hỏa và các máy phát điện khẩn cấp, loại động cơ xăng được sử dụng trong các loại xe nhỏ có dung tích 50 cm³, máy cắt cỏ và máy cưa.

## Chu trình của động cơ hai kì

Hình ảnh minh họa động cơ 2 kỳ trên xipo hay ya-z

### Kì 1: Tạo công và nén trước
- Pít tông bắt đầu sắp vượt qua điểm chết trên. Nhiên liệu đủ áp suất và nhiệt độ sẽ tự bốc cháy phía trên pít tông, nhiệt độ tăng dẫn đến áp suất trong buồng đốt tăng. Pít tông đi xuống và qua đó tạo ra công cơ học.
- Trong phần không gian ở phía dưới pít tông, khí mới vừa được hút vào sẽ bị nén lại bởi chuyển động đi xuống của pít tông
- Trong giai đoạn cuối khi pít tông đi xuống, lỗ thải khí và ống dẫn khí được mở ra. Hỗn hợp khí mới đang bị nén dưới áp suất chuyển động từ buồng nén dưới pít tông qua ống dẫn khí đi vào xi-lanh đẩy khí thải qua lỗ thải khí ra ngoài.

Kì 2: Nén và hút
- Trong khi pít tông đi lên, lỗ thải khí và ngay sau đó là ống dẫn khí được đóng lại.
- Trong lúc pít tông tiếp tục chuyển động đi lên, hỗn hợp nhiên liệu và không khí trong xi-lanh tiếp tục bị nén lại và ngay trước khi pít tông đạt đến điểm chết trên thì được đốt cháy.
- Trong buồng nén khí trước ở phía dưới pít tông khí mới được hút vào qua ống dẫn.

### Động cơ diesel hai kì
Trong động cơ diesel hai kì, thay vì là một hỗn hợp nhiên liệu và không khí thì không khí nén trước được đưa vào xi-lanh trong điểm chết dưới và đẩy khí thải ra ngoài. Giống như động cơ bốn kì, nhiên liệu được phun vào không khí được nén trước và vì vậy mà có nhiệt độ nóng hơn nhiệt độ tự bốc cháy của nhiên liệu, thường là trước điểm chết trên. Lỗ thải khí cũng nằm ở đầu xi-lanh.

## Ưu điểm và nhược điểm
Ưu điểm trên lý thuyết của một động cơ hai kì là có hiệu suất riêng (hiệu suất trên dung tích) cao hơn một động cơ bốn kì, vì mỗi một vòng quay của trục khuỷu là một thì tạo công (ở động cơ bốn thì, hai vòng quay của trục khuỷu tương ứng với một thì tạo công). Trên thực tế động cơ bốn kì đã rút ngắn khoảng cách này rất nhiều nhờ vào những cải tiến gần đây (ví dụ như nhờ vào các hệ thống phun cải tiến) nên các mô tô hay xe máy có động cơ bốn kì không còn chạy chậm hay có gia tốc nhỏ hơn hơn loại hai kì. Vận tốc tối đa của pít tông chậm hơn so với động cơ bốn kì vì có các ống dẫn khí trong xi-lanh, điều này cũng hạn chế hiệu suất của động cơ hai kì.
Cách chế tạo đơn giản hơn của động cơ hai kì mang lại nhiều ưu điểm như dễ bảo trì hơn và có khối lượng di động (trục khuỷu, pít tông,...) nhỏ hơn rất nhiều so với một động cơ bốn kì tương tự. Hiệu ứng tốt của việc này là mang lại một xung lượng góc nhỏ hơn. Điều này quan trọng trước nhất là ở những mô tô chạy trên nhiều địa hình, ở loại này động cơ hai kì tạo khả năng linh động hơn trong lúc phóng qua vật cản. Động cơ có dung tích lớn (động cơ diesel tàu thủy) hoạt động đa phần theo nguyên tắc hai kì.
Khí thải của động cơ hai thì có hàm lượng cacbon monoxit và các chất hyđrocacbon cao vì có nhiều nhớt bôi trơn trong khí được hút vào và vì có lượng khí thải trong buồng đốt cao.

### Động cơ Otto hai kì
Khuyết điểm đặc biệt của động cơ Otto hai kì là thất thoát nhiên liệu hình thành qua sự pha trộn một phần giữa hỗn hợp khí mới và khí thải, vì thế một phần của hỗn hợp nhiên liệu và không khí thoát ra ngoài theo ống thoát khí gây ô nhiễm môi trường.
Ngược với động cơ bốn kì và động cơ diesel hai kì, động cơ Otto hai kì thường không có nhớt bôi trơn thường xuyên mà dùng một hỗn hợp pha trộn giữa xăng và nhớt dùng làm nhiên liệu và chất bôi trơn. Vì nhớt chỉ được đốt cháy một phần nên động cơ Otto hai kì gây ô nhiễm môi trường nhiều hơn động cơ bốn kì.
Cách bôi trơn động cơ này là một ưu điểm cho những động cơ hay thay đổi tư thế như máy cưa hay máy cắt cỏ vì ở những động cơ này việc bôi trơn bao giờ cũng được bảo đảm.
Có nhiều phương pháp giải quyết cho các vấn đề này đã và đang được đưa ra, ví dụ như cách bôi trơn riêng bằng cách thêm nhớt tùy thuộc vào tải của động cơ hay mới đây là các động cơ hai kì có hệ thống phun trực tiếp, loại động cơ đã có thể chứng minh được ưu thế về mặt nguyên tắc so với động cơ bốn kì và chỉ không được phổ biến vì lý do thương mại của nhiều nhà sản xuất (ví dụ như orbital motor).

### Động cơ diesel hai kì
Các động cơ diesel hai kì trong tàu thủy được chế tạo và điều khiển phức tạp hơn các động cơ Otto hai kì. Các động cơ này có một hệ thống phun và van thải khí trên đầu xi-lanh. Một số động cơ có nhiều van thải được mở đồng thời cùng một lúc. Không khí được nén trước bằng các thiết bị thích hợp (thí dụ như máy nén khí, tiếng Anh: Turbocharger) và sau đó được nén vào xi-lanh. Vì thế mà động cơ diesel hai kì thường không thích hợp cho những ứng dụng nhỏ.
Các động cơ diesel hai kì lớn trong tàu thủy (nòng xi-lanh 1 mét) nếu so về hiệu suất nhiệt thì dẫn đầu trong các động cơ nhiệt: chúng có thể biến đổi đến 65% năng lượng liên kết hóa học của nhiên liệu trở thành công cơ học sử dụng được. Các động cơ Otto trong ô tô ít khi vượt quá được 30% và chỉ có các ô tô chạy bằng dầu diesel hiện đại là có hiệu suất lớn hơn 40%.